# William L. Moore
William Leonard Moore hay còn gọi là Bill Moore (sinh ngày 31 tháng 10 năm 1943) là một tác giả và nhà nghiên cứu UFO, nổi tiếng từ cuối những năm 1970 đến cuối những năm 1980. Ông là đồng tác giả của hai cuốn sách với Charles Berlitz.

## Sự nghiệp
Quan tâm đến UFO từ khi còn là một thiếu niên, Moore theo học trường Trường Đại học Thiel, tọa lạc tại Greenville, Pennsylvania và tốt nghiệp năm 1965. Ông dạy ngôn ngữ và nhân văn tại nhiều trường trung học khác nhau. Ông trở thành giám đốc chi nhánh bang Arizona của Mạng lưới UFO Song phương và bỏ việc giảng dạy để theo đuổi sự nghiệp làm nhà văn tự do.
Năm 1979, Moore đã viết cuốn The Philadelphia Experiment - Project Invisibility với Charles Berlitz, kể về một thí nghiệm quân sự hải quân khả nghi thường được gọi là Thí nghiệm Philadelphia trên tàu USS Eldridge vào năm 1943. Năm 1980, Moore đã viết cuốn The Roswell Incident  với người cộng sự Charles Berlitz, cáo buộc sự cố UFO tại Roswell có liên quan đến vụ rơi phi thuyền không gian ngoài hành tinh.
Tháng 5 năm 1987, Moore cùng nhà nghiên cứu UFO Jaime Shandera và Stanton Friedman đã cho lưu hành nguồn tài liệu Majestic 12 với ý định tiết lộ sự tồn tại của một nhóm hoạch định chính sách cấp cao giám sát UFO và người ngoài hành tinh. Tại một hội nghị MUFON năm 1989, Moore  tuyên bố rằng ông đã tham gia vào các hoạt động "thông tin sai lệch" chống lại Paul Bennewitz thay mặt cho Phòng Điều tra Đặc biệt của Không quân Mỹ.

## Chỉ trích
Theo tác giả Barna William Donovan, cuốn The Philadelphia Experiment - Project Invisibility (Thí nghiệm Philadelphia - Dự án Tàng hình) "phần lớn chỉ nêu lên qua loa ngay cả bởi những âm mưu vũng chắc nhất và những người ủng hộ thuyết siêu linh chẳng có gì khác hơn là một sự lặp lại thô lỗ, vô văn hóa của một huyền thoại thành thị còn sót lại và hoàn toàn vô căn cứ." Donovan viết rằng giới phê bình đã coi The Roswell Incident (Sự cố Roswell) là "một tập hợp các tin đồn lung tung" cung cấp "những tư liệu thứ hai và thứ ba mà Berlitz và Moore sau đó sử dụng cho sự suy tưởng kỳ ảo và đưa ra nhiều kết luận không chính đáng", và khi các nhà phê bình và nhà hoài nghi mô tả nguồn tài liệu Majestic 12 là lừa đảo, "những ngón tay buộc tội đang chỉ vào Moore."

## Ấn phẩm
- The Philadelphia Experiment - Project Invisibility (1979)
- The Roswell Incident (1980)